# Call of Cthulhu: The Wasted Land
Call of Cthulhu: The Wasted Land — видеоигра в жанре тактическая ролевая игра, основанная на Лавкрафтовских ужасах. Разработана компанией Red Wasp Desing, совместно с Chaosium. Игра была выпущена для мобильной операционной системы iOS в феврале 2012 года, для Windows в мае 2012, и для Android в июне того же года.
Игра основана на произведениях Говарда Лавкрафта, автора Зова Ктулху и прародителя Мифов Ктулху. Также в игре присутствуют элементы повествования из новеллы Лавкрафта Герберт Уэст — реаниматор, а также элементы геймплея из ролевой игры Call of Cthulhu. Действие игры происходит во время Первой мировой войны, и повествует о группе солдат и следователей противников, которые устроили заговор в немецкой армии, чтобы построить армию реанимированных трупов людей, погибших во время войны.

## Сюжет
В 1915 году Профессор Бригтмэер, уехал во Францию в самый разгар Первой мировой войны. Он присоединяется к британскому офицеру капитану Хиллу, в отслеживании тайного культа. Культ, возглавляемый таинственной фигурой под именем Доктор Каул использует украденную технологию Герберта Уэста (Ре-Аниматор), в сочетании с тайной мифической магией, чтобы построить армию нежити из жертв Великой войны, как часть большого заговора с целью устранения человечества на земле, чтобы очистить её для новых гибридных существ полу-людей, полу-звезды Отродья Ктулху. Капитан и Профессор борются с немецкими солдатами, нежитью и монстрами из Мифов Ктулху, в том числе Дарк Юнгов и гибридной звездой Отродье, и в конце концов отслеживают подземную лабораторию Каула, где он построил машину для создания монстров для Германии, а также для питания ритуала, чтобы вызвать полную Звезду Отродья. Дальше идёт ритуал, после чего появляется Звезда Отродья. Игрок выигрывает, если побеждает Звезду Отродья.

## Игровой процесс
Игра представляет собой смесь пошаговой стратегии и ролевой игры. Разработчики объяснили сочетание игрового процесса: «когда мы начинали, мы были нацелены на что-то в стиле Fire Emblem или Advance Wars, но она превратилась в нечто большее, как X-Com, после чего мы пошли дальше. Ближайшая параллель, вероятно, старая компьютерная игра под названием Incubation, которая больше основывалась на сюжетной линии, чем X-Com». В соответствии со своим влияниям, в игре используется статистическая система, а уровень разделён на множество клеток.

## Разработка
Разработка игры длилась около года. Дизайнеры черпали идеи в сочинениях Лавкрафта и ролевой игры Call of Cthulhu. Проект был анонсирован 10 мая 2011 года, и был издан в следующем году.

## Восприятие
Игра была в целом хорошо принята, например, The Guardian рекомендовал её скачать на смартфоны или планшеты, а T3 Magazine назвал её «потрясающей комплексной стратегией».
Тем не менее, некоторые отзывы выразили озабоченность по поводу контроля чувствительности, после этого разработчики утверждали, что они рассматривают идею об обновлении игры. Текущие культурное влияние Говарда Лавкрафта воплощенные в этой игре (и в других) была подчеркнута в обзоре сайта Wired: «И я не могу придумать лучшего способа отпраздновать смерть Лавкрафта в конце концов, чем потерять свой ум во время игры в Cthulhu: The Wasted Land».